# لورا هيرمان
لورا هيرمان (مواليد 17 مايو 1993) هي لاعبة كرة طائرة بلجيكية تلعب في نادي اكزاسيباسي فيترا ومنتخب بلجيكا.